# Valeriu Maximilian
Valeriu Maximilian (n. 15 decembrie 1895, Ghimbav⁠(d), Brașov, România – d. 28 mai 1945, Brașov, România)) a fost un pictor și grafician român, care s-a remarcat în special prin foarte numeroasele acuarele în care a imortalizat peisajul natal în manieră impresionistă.

## Date biografice
S-a născut la 15 decembrie 1895 la Ghimbav, Comitatul Brașov, Austro-Ungaria, al treilea din cei cinci copii ai preotului Iosif Maximilian și ai Mariei Popp. În anul 1898 familia s-a mutat definitiv la Brașov, unde tatăl pictorului a fost numit preot la Parohia Ortodoxă Brașovul Vechi.

## Studii
Valeriu Maximilian a urmat la Brașov școala primară, apoi, între anii 1906-1907, Gimnaziul Romano-Catolic din Brașov, iar din 1907 cursurile Liceului „Andrei Șaguna" din Brașov, pe care l-a absolvit în 1915. Acolo a fost coleg, printre alții, cu Lucian Blaga, care i-a descris ulterior talentul deosebit pentru desen și pictură.
Între 1915 și 1918 a urmat cursurile Seminarului Teologic Andreian din Sibiu, unde și-a dezvoltat și talentul muzical.
Nu a profesat însă niciodată preoția, ci urmându-și pasiunea pentru pictură a urmat Școala Națională de Arte Frumoase din București între anii 1918-1920.

## Viața și activitatea
După absolvire, Valeriu Maximilian s-a întors la Brașov ca profesor de desen și caligrafie la Liceul „Andrei Șaguna" din localitate, unde și-a desfășurat activitatea între anii 1920 – 1945.
Activitatea sa artistică s-a desfășurat pe parcursul unui sfert de secol în paralel cu îndelungata carieră de profesor. La sfârșitul fiecărui an școlar, organiza, pe lângă expozițiile sale personale, câte o expoziție de grup dedicată elevilor, fiind un participant activ la viața socială a liceului. În perioada vacanțelor școlare, Maximilian a călătorit neobosit în căutarea inspirației, predominant la munte în împrejurimile Brașovului, dar și ocazional la mare spre Constanța, la Lacul Snagov sau la mănăstirile din Bucovina.
Pe lângă pictură, Maximilian a făcut diferite schițe și desene pentru reviste și cărți și a compus piese muzicale.
Martor al luptelor de la Brașov din Primul Război Mondial, Valeriu Maximilian, pe atunci încă student la teologie, a realizat interesante schițe documentare, în care a surprins aspecte și scene din război, precum trecerea armatei germane prin Brașov, grupuri de soldați români luați prizonieri, notițele autorului clarificând semnificația și localizarea scenelor surprinse, permițând datarea schițelor. Acestea, destul de stângace și schematice, au în primul rând o valoare documentară, fiind singurele lucrări de artă plastică păstrate care surprind momentul în care războiul ajunsese la Brașov.

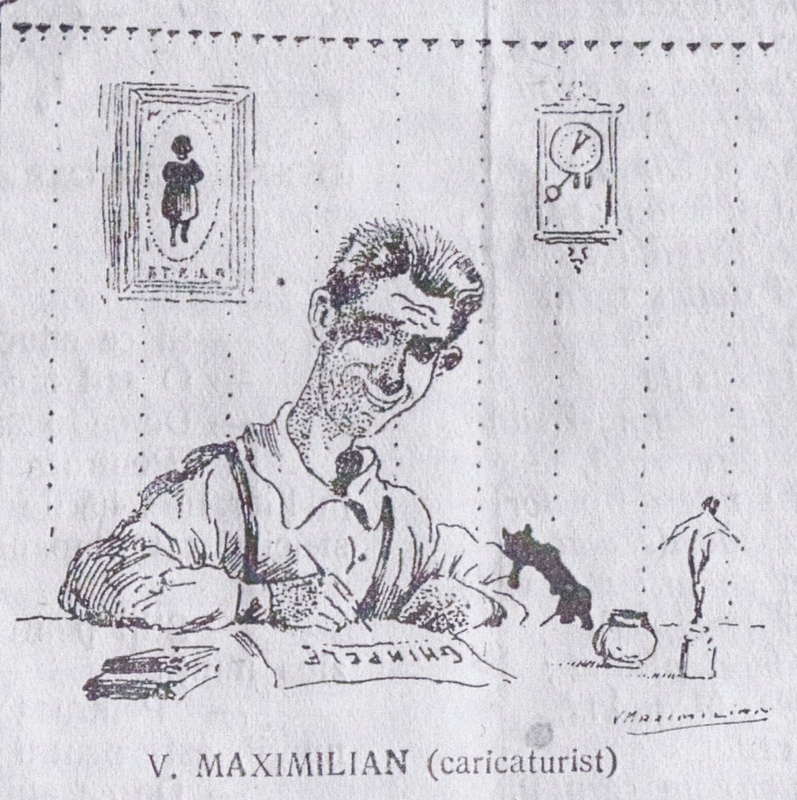
Valeriu Maximilian - Autoportret (1919)

În anul 1919, Maximilian a început colaborarea la revista de satiră și umor Ghimpele din Brașov, unde a practicat o grafică militantă, satirizând necruțător aspecte din Primul Război Mondial sau demascând moralitatea îndoielnică a unor politicieni din România. Această colaborare a continuat odată cu reapariția revistei la Oradea între anii 1922-1924, dar tot mai restrânsă cantitativ, interesul artistului pentru grafică părând să se dilueze considerabil mai ales în anii ‘30, când acesta s-a dedicat tot mai mult acuarelei, fapt demonstrat și de mărturiile fotografice de la expozițiile sale.
Tot în sfera graficii, trebuie menționate preocupările sale pentru caligrafie, materializate într-un curs de caligrafie pentru elevi, realizat în anul 1938.
Cunoștințele sale în domeniul caligrafiei i-au folosit în funcția de expert grafic calificat pe lângă Tribunalul Brașov, unde s-a remarcat prin abilitatea sa în descifrarea scrisului și autenticizării iscăliturilor.
Anii ’40, ultima perioadă a vieții artistului, au fost marcați de moartea mamei sale, în 1941, și de ororile celui de-al Doilea Război Mondial, Brașovul fiind supus la numeroase bombardamente aviatice. A încetat din viață în 28 mai 1945, la vârsta de 50 de ani, la Brașov.
Valeriu Maximilian a excelat în domeniul deosebit de dificil al acuarelei, printr-o tehnică impecabilă rezultată din combinația dintre diferențele de umiditate anume urmărite și depunerile succesive de tonuri de culoare de la deschis la închis. În acuarelele sale el a folosit culorile fundamentale, cu predilecție roșu carmin, galben crom deschis și albastru ultramarin. Fără să utilizeze albul sau negrul în mixarea culorilor, el a folosit un amestec în apă de la diluat la concentrat, aplicând straturile succesiv, de la culorile mai deschise, în pete largi, la cele mai dense, compacte.
Spre deosebire de majoritatea celorlalți pictori brașoveni contemporani artistului, care au fost atrași ca sursă de inspirație de burgul medieval, Maximilian nu a pictat orașul, ci natura. În picturile sale, Maximilian a redat în câteva suite: Șcheii Brașovului, Poiana Brașovului și Stejerișul în toate anotimpurile, opera sa principală fiind considerată colecția „Toamnele din pădurea Stejerișului". Ca pictor al peisajului natural din jurul Brașovului, imaginile acelorași locuri reluate în toate anotimpurile au dobândit nu numai valoare artistică, ci și valoare documentară.  A pictat și flori, cu predilecție liliac. O parte din tablourile sale se găsesc la Muzeul de Artă din Brașov, dar cele mai multe se află în colecții particulare.
Conform părerilor specialiștilor, în cadrul operei artistului se pot observa câteva elemente de referință, precum atracția spre anumite peisaje și spre anumite momente ale zilei sau ale anului. Maximilian a dedicat Stejerișului, de exemplu, serii întregi reluând același drumeag sub bolta copacilor, sau pierzându-se în pădure, în diferite anotimpuri, atingând maximum de expresivitate în surprinderea lui toamna.
Muzeul de Artă Brașov i-a dedicat artistului trei expoziții retrospective. 
Prima retrospectivă din august 1973 a prezentat doar acuarelele și parțial grafica sa umoristică. 
Cea de-a doua expoziție a avut loc în anul 1995, cu ocazia împlinirii a o sută de ani de la nașterea pictorului și a reunit câteva acuarele deosebite.
Expoziția retrospectivă din 16 decembrie 2016 - 19 martie 2017 a încercat refacerea imaginii de ansamblu a operei artistului; au fost expuse atât acuarelele (peisaje, elemente de arhitectură și naturi statice), grafica umoristică, grafica documentară și cea de promovare a unor obiective turistice naționale, motivele decorative Art Nouveau, elementele de caligrafie folosite la diverse decorațiuni, cât și piesele muzicale compuse de artist.

## Galerie imagini

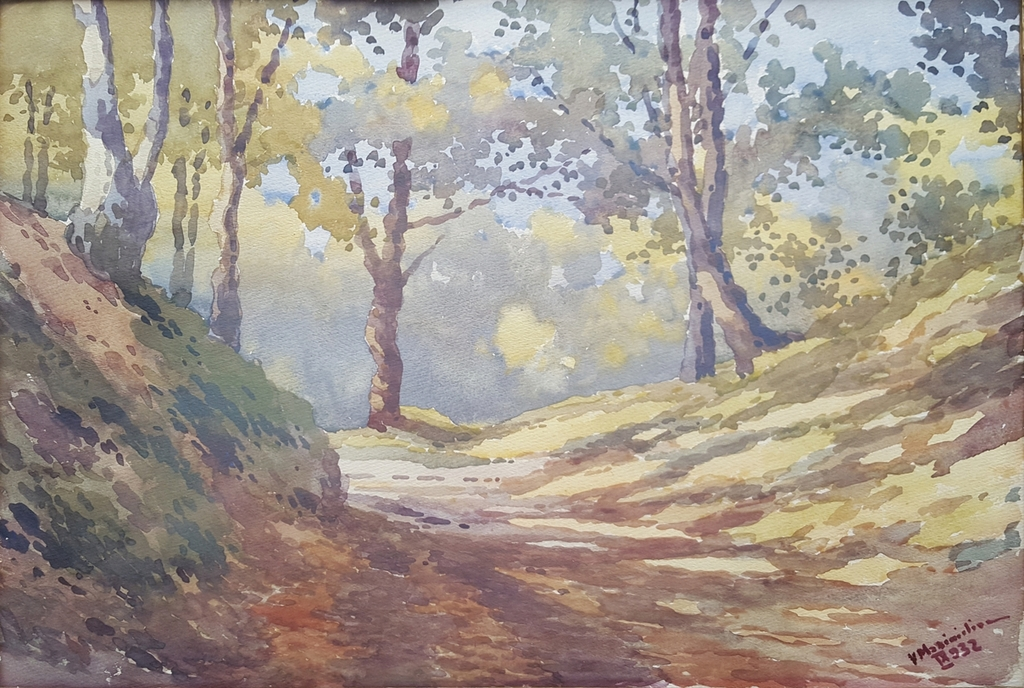
Toamna la Stejeriș (1932)
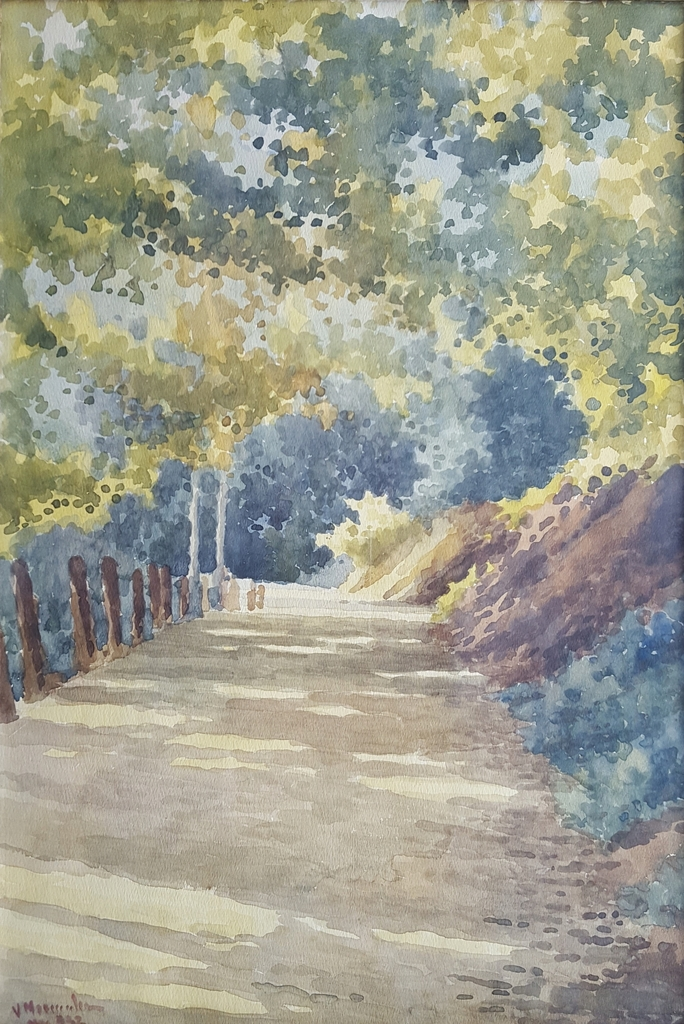
Drumul spre Poiana Brașov (1932)
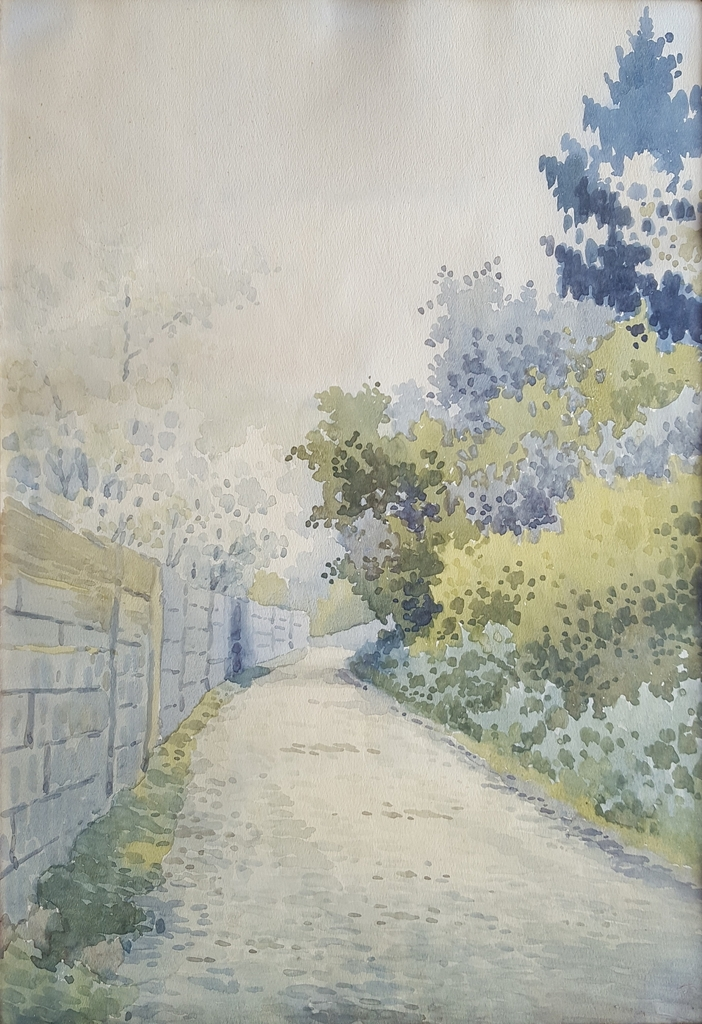
Drum spre Warthe (nedatat)
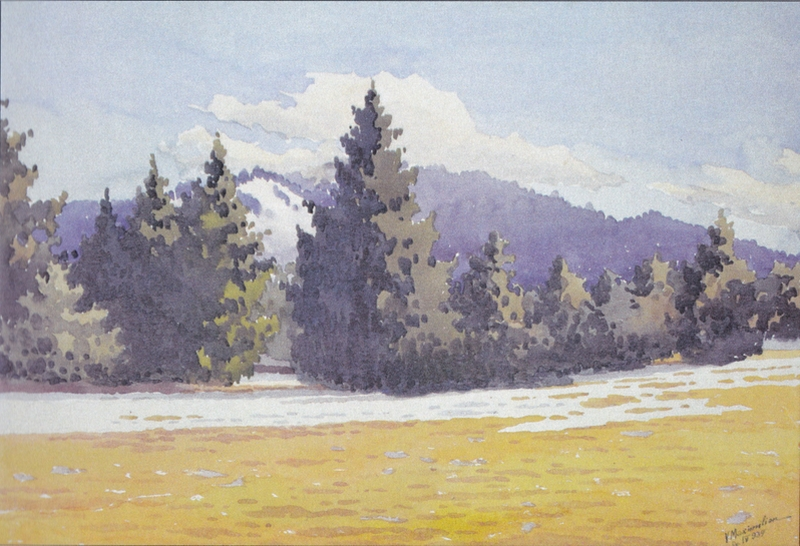
Sfârşit de iarnă în Poiană (1934)
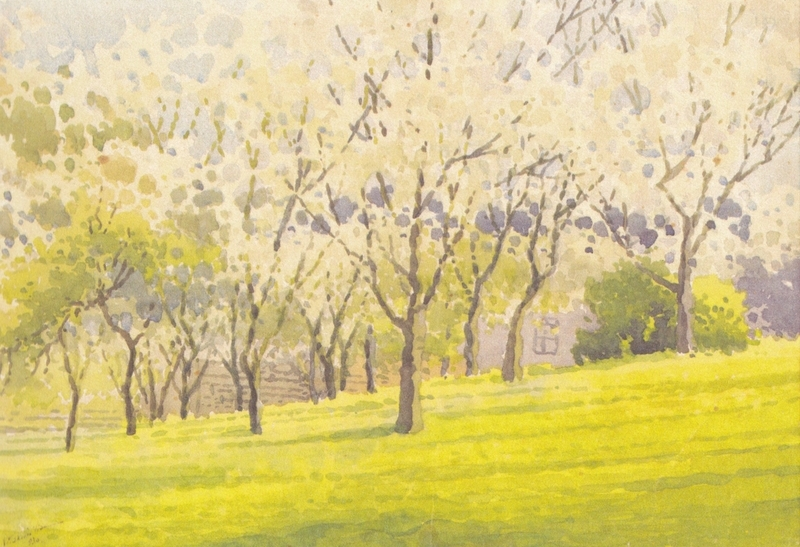
Livadă cu pomi înfloriţi (1936)
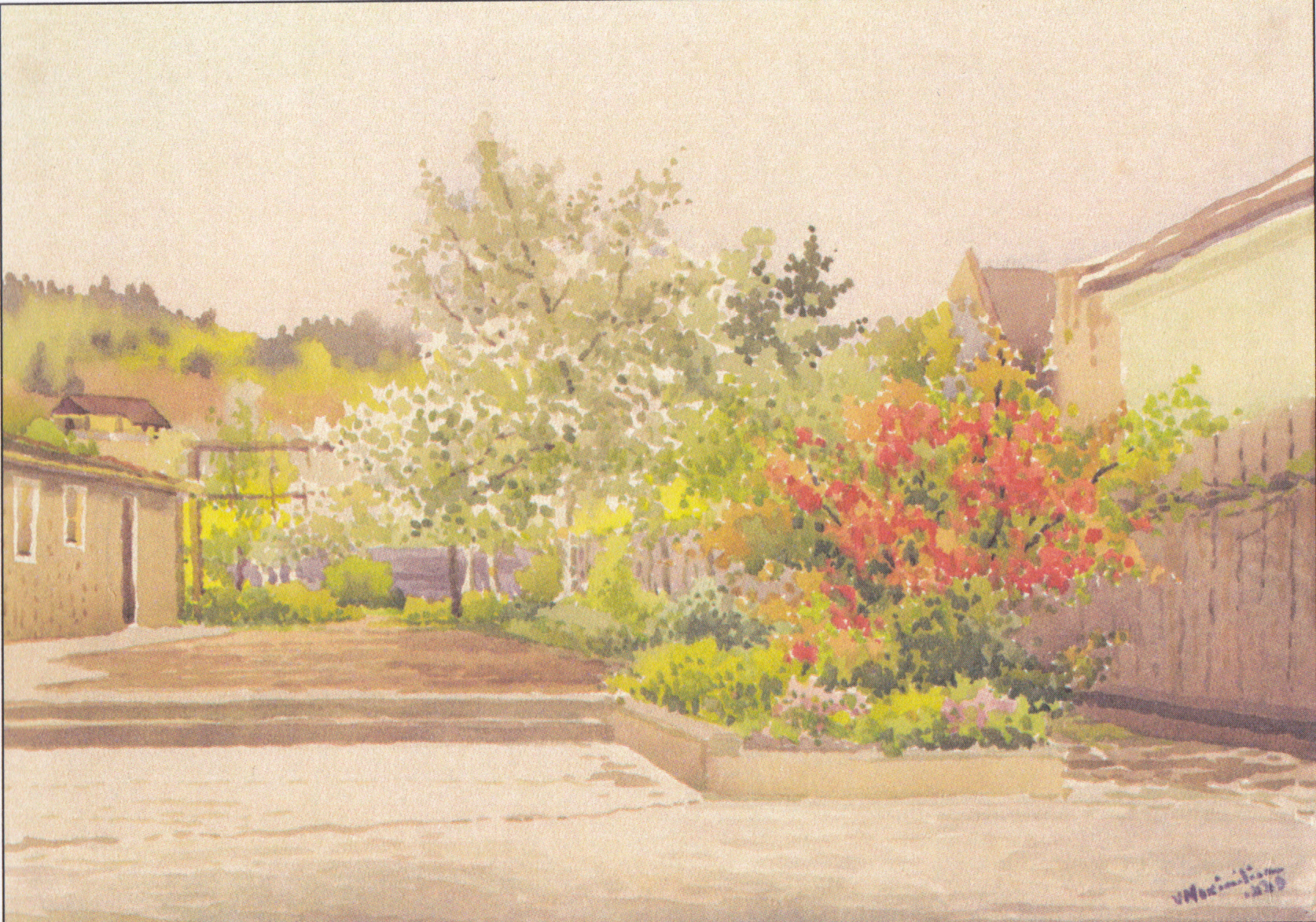
Interior de curte vara (1939)
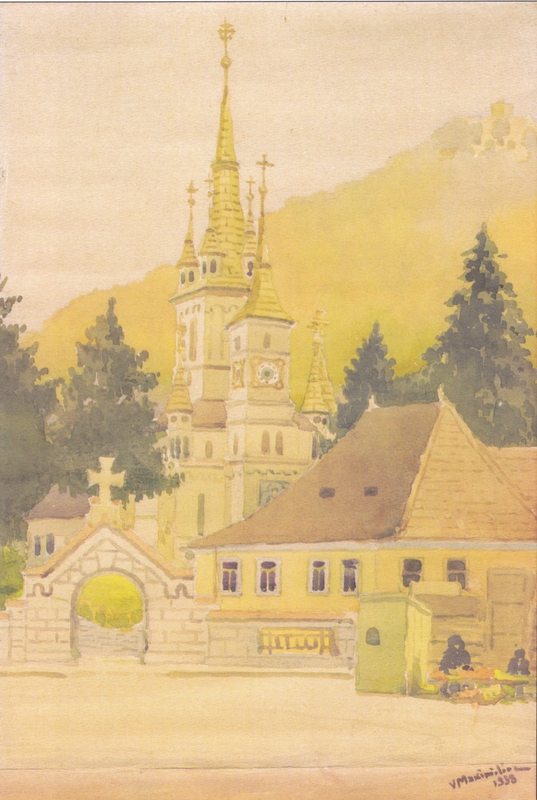
Biserica Sf. Nicolae din Schei (1938)
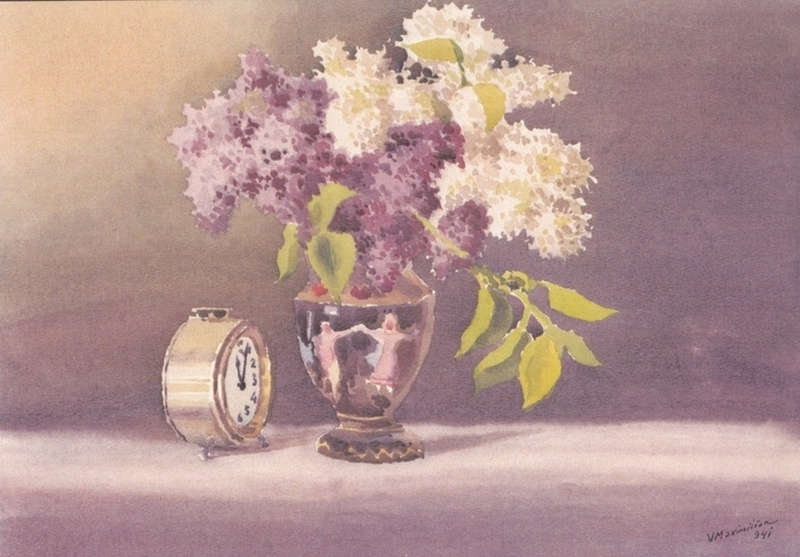
Natură statică cu liliac (1941)